# Pellifronia jungi
Pellifronia jungi is een slakkensoort uit de familie van de Terebridae. De wetenschappelijke naam van de soort is voor het eerst geldig gepubliceerd in 2001 door Lai.